# Profunditerebra brazieri
Profunditerebra brazieri é uma espécie de gastrópode do gênero Profunditerebra, pertencente a família Terebridae.